# Achse des Widerstands
„Achse des Widerstands“ ist eine seit 2004 von pro-iranischen Publizisten verwendete Bezeichnung für ein primär antiwestlich und antiisraelisch ausgerichtetes lockeres Bündnis von primär schiitischen und ihnen nahestehenden, aber auch sunnitischen Kräften in arabischen Ländern unter der inoffiziellen Führung und Förderung der iranischen Regierung. Nach dem Terrorangriff der Hamas auf Israel 2023 ergriffen verschiedene Fraktionen der Achse militärisch Partei für die Hamas. Die militärische Bedeutung und der politische Zusammenhalt des Bündnisses wurden verstärkt diskutiert.

## Wortherkunft
Das Schlagwort wurde geprägt als Antwort auf die von George W. Bush postulierte „Achse des Bösen“, zu der er unter anderem die Islamische Republik Iran zählte.

## Bündnispartner
Die Achse umfasst neben dem Iran Milizen in Syrien und im Irak, die Hisbollah im Libanon, die Huthi im Jemen, die Hamas und weitere palästinensische Milizen sowie die Al-Ashtar-Brigaden im Bahrain. Bis zu dessen Sturz gehörte das Assad-Regime in Syrien ebenfalls dazu. Unterstützt wird das Bündnis unter anderem von Nordkorea und Venezuela.
Neben israelischen und anderen westlichen Kräften bekämpfen Mitglieder der Achse auch aktiv sunnitische Kräfte in den Ländern ihrer Aktivität, insbesondere im Bürgerkrieg in Syrien und im Bürgerkrieg im Jemen. Andererseits leistet die Achse aber auch direkte und indirekte Unterstützung für sunnitische Milizen im Kampf gegen die angenommenen Hauptfeinde, namentlich die Hamas in ihrem Kampf gegen Israel. Seit den frühen 2000ern unterstützt der Iran die Hamas wesentlich finanziell und mit Waffentechnik, weshalb sie ebenfalls zur Achse gezählt wurde. Im syrischen Bürgerkrieg ab 2011 stellte sich die Hamas aber gegen Assads brutales Vorgehen gegen sunnitische Aufständische und bezog damit Position gegen ein Achsenmitglied. Ab 2021 intensivierte der Iran seine Beziehungen zur Hamas und sorgte für eine Annäherung mit Damaskus. Im Oktober 2022 legten Syrien und die Hamas offiziell den Konflikt bei. Zum Terrorangriff der Hamas auf Israel 2023 wurde medial teils kommentiert, die Hamas habe den Überfall auch vor der Achse geheim gehalten, nach welcher Interpretation sie also nicht in die selbige inkludiert wurde. Seitdem wird die Hamas aber konsequent zur Achse gezählt.

## Militärische Konflikte seit 2023 und Gültigkeitsfrage
Verstärkte Aufmerksamkeit der internationalen Medien erhielt das Bündnis durch den Terrorangriff der Hamas auf Israel 2023 ab 7. Oktober 2023. Dieser wurde von Vertretern des Bündnisses gelobt und verherrlicht; es war aber gemäß Bekundungen ihrer Vertreter daran nicht beteiligt und auch nicht informiert. Diese Einschätzung wird auch von westlichen Geheimdiensten und Nahostexperten geteilt.
In Folge schalteten sich aber die Hisbollah und die Huthi mit Raketenangriffen in den Krieg ein. Zunächst feuerten beide auf Israel. Die Hisbollah wurde teilweise aus Israel zurück angegriffen. Die Huthi griffen später auch Handelsschiffe im Roten Meer an und wurden daraufhin im Januar 2024 von den USA und dem Vereinigten Königreich im Jemen beschossen. Zuvor waren bereits auch die amerikanischen Basen im Irak und in Syrien verstärkten Drohnen- und Raketenangriffen von Milizen des Bündnisses ausgesetzt.
Am 15./16. Januar 2024 schoss der Iran innerhalb von weniger als 24 Stunden aus verschiedenen Gründen mehrere Raketen auf Syrien, Kurdistan im Nordirak und Pakistan ab und tötete zahlreiche Zivilisten in den betroffenen Ländern. Die Angriffe wurden international verurteilt. Zwei Tage später schoss Pakistan zurück, was ebenfalls Todesfälle verursachte.
Als der Iran im Juni 2025 von Israel angegriffen wurde und der Israelisch-Iranische Krieg ausbrach, reagierten die inoffiziellen Bündnispartner Hisbollah und Hamas kaum oder gar nicht, da sie durch den Krieg in Israel und Gaza seit 2023 und dem Krieg in Libanon bereits äußerst geschwächt waren. Auch die Huthis blieben, von wenigen Angriffsversuchen abgesehen, weitestgehend teilnahmslos. Vor dem Hintergrund dieser Inaktivität bzw. militärischen Schwäche, die sich auch bei den iranischen Streitkräften und den iranischen Revolutionsgarden offenbarte, wurde die Frage gestellt, ob die sogenannte „Achse des Widerstands“ noch ihre Gültigkeit hat.